# Montpelier (Idaho)
Montpelier ist eine City im Bear Lake County im US-Bundesstaat Idaho. Im Jahre 2000 hatte der Ort 2785 Einwohner. Es handelt sich um die größte Siedlung im Bear Lake Valley, einem landwirtschaftlich genutzten Gebiet nördlich des Bear Lakes im Südosten von Idaho an der Grenze zu Utah. Die ersten Siedler, die sich 1863 niederließen, waren Mormonen auf dem Oregon Trail.

## Geschichte
Wie die meisten Orte im Westen der Vereinigten Staaten hat sich der Name von Montpelier mehrfach geändert. Die Siedler auf dem Oregon Trail kannten den Ort als Clover Creek und später wurde der Name Belmont verwendet, bis schließlich Brigham Young, einer der Gründer des Mormonentums, dem Ort den Namen nach seinem Geburtsort in Vermont gab. 1892 wurde eine Eisenbahnlinie bis nach Montpelier geführt und eine Bahnstation existierte in Montpelier bis 1972. 
1896 war Montpelier Schauplatz eines Bankraubes durch Butch Cassidy, Elzy Lay und Bob Meeks, die dadurch zu Geld  kommen und somit für das Bandenmitglied Matt Warner eine Kaution aufbringen zu können.

## Geographie
Montpelier liegt an der Kreuzung der Fernstraßen U.S. Highway 89 und U.S. Highway 30; die geographischen Koordinaten Montpeliers sind 42° 19′ N, 111° 18′ W.
Nach den Angaben des United States Census Bureaus hat die City eine Fläche von 4,8 km², die sich vollkommen aus Landflächen zusammensetzen.

## Demographie
Zum Zeitpunkt des United States Census 2000 bewohnten 2785 Personen die Stadt. Die Bevölkerungsdichte betrug 584,4 Personen pro km². Es gab 1171 Wohneinheiten, durchschnittlich 245,7 pro km². Die Bevölkerung bestand zu 96,70 % aus Weißen, 0,61 % Native American, 0,04 % Pacific Islander, 1,97 % gaben an, anderen Rassen anzugehören und 0,68 % nannten zwei oder mehr Rassen. 3,81 % der Bevölkerung erklärten, Hispanos oder Latinos jeglicher Rasse zu sein.
Die Bewohner Montpeliers verteilten sich auf 1012 Haushalte, von denen in 38,4 % Kinder unter 18 Jahren lebten. 58,7 % der Haushalte stellen Verheiratete, 8,8 % hatten einen weiblichen Haushaltsvorstand ohne Ehemann und 29,3 % bildeten keine Familien. 26,6 % der Haushalte bestanden aus Einzelpersonen und in 13,9 % aller Haushalte lebte jemand im Alter von 65 Jahren oder mehr alleine. Die durchschnittliche Haushaltsgröße betrug 2,70 und die durchschnittliche Familiengröße 3,31 Personen.
Die Stadtbevölkerung verteilte sich auf 32,3 % Minderjährige, 8,3 % 18–24-Jährige, 23,6 % 25–44-Jährige, 19,4 % 45–64-Jährige und 16,6 % im Alter von 65 Jahren oder mehr. Das Durchschnittsalter betrug 34 Jahre. Auf jeweils 100 Frauen entfielen 96,3 Männer. Bei den über 18-Jährigen entfielen auf 100 Frauen 93,4 Männer.
Das mittlere Haushaltseinkommen in Montpelier betrug 29.693 US-Dollar und das mittlere Familieneinkommen erreichte die Höhe von 33.639 US-Dollar. Das Durchschnittseinkommen der Männer betrug 32.215 US-Dollar, gegenüber 15.227 US-Dollar bei den Frauen. Das Pro-Kopf-Einkommen in Montpelier war 12.364 US-Dollar. 12,9 % der Bevölkerung und 9,2 % der Familien hatten ein Einkommen unterhalb der Armutsgrenze, davon waren 17,6 % der Minderjährigen und 9,2 % der Altersgruppe 65 Jahre und mehr betroffen.

## Sehenswürdigkeiten
- Bear Lake National Wildlife Refuge
- Minnetonka Cave
- National Oregon/California Trail Center

## Söhne und Töchter der Stadt
- Gordon H. Dunn (* 1932), Physiker